# Schnabel Annabella
Schnabel Annabella (1993.július 6. —) magyar filmrendező, forgatókönyvíró. Rövidfilmjei számos nemzetközi filmfesztiválon szerepeltek, munkáiban gyakran jelennek meg társadalmi kérdések, a női szerepek újraértelmezése és a groteszk vizuális világ.

## Életrajz
Schnabel Annabella 1993-ban született Budapesten. 2015-ben diplomázott az Eötvös Loránd Tudományegyetem Filmelmélet- Filmtörténet BA alapszakán. 2018-ban diplomát szerzett a Színház- és Filmművészeti Egyetem Gyártásszervezés BA alapszakán, majd 2020-ban a Filmrendező MA mesterképzésen diplomázott ugyanitt. Mesterei Gothár Péter, Schwechtje Mihály, Hutlassa Tamás és Bosnyák Miklós voltak.
Szabadúszó munkái mellett az egyetemi évek után egy évet tanított az Európa 2000 Gimnáziumban, Filmkészítést és Filmtörténetet (2022-2023-es tanévben). Jelenleg szabadúszó filmkészítőként dolgozik, és a Magyar Művészeti Akadémia ösztöndíjasa.

## Filmes munkássága
Schnabel Annabella rövidfilmek rendezőjeként és forgatókönyvírójaként vált ismertté. Világszerte több, mint 50 fesztiválon szerepelt, legismertebb alkotásai közé tartozik a Tinder meccs (2018), Beutaló nélkül sehova (2019), Anyám macskája (2021) és az Egy kisember triptichonja (2022).
Munkáiban a drámát gyakran fűszerezi fekete humor; visszatérő témái között hangsúlyosan megjelennek a diszfunkcionális társadalmi struktúrák, a nők kiszolgáltatottságának és a nemi egyenlőtlenségnek a kérdései, valamint a női szerepek és érzékenység újraértelmezésének igénye. Vizuális stílusát néhol groteszkbe hajló látvány és a vizuális kísérletezés jellemzi; munkáiban a valóságtól elemelt esztétika, valamint a meghökkentő képi és narratív hatások központi szerepet kapnak.
Rövidfilmjeit több rangos nemzetközi fesztiválon mutatták be: például az Anyám macskája (2021) világpremierje az A-kategóriás, Oscar-díjra kvalifikáló 43. Moszkvai Nemzetközi Filmfesztiválon volt, és később más Oscar- és BAFTA-kvalifikáló események, köztük a 70. Melbourne-i Filmfesztivál, a 40. Rhode Island-i Filmfesztivál és az 52. Nashville-i Filmfesztivál is hivatalosan beválogatták, amivel elnyerte a Diák Oscar kvalifikációt, vagyis ‘hosszú listára’ került. Korábbi rövidfilmjei, a Tinder meccs (2018), Beutaló nélkül sehova (2019), is számos nemzetközi és hazai fesztiválon nyertek elismerést, csakúgy mint Örkény Egyperces adaptációja, az Egy kisember triptichonja (2022).
Annabella a játékfilmek mellett reklámfilmeket rendezett a Godot Galériának, Stílus és Technika Kiadónak, az Európa 2000 Gimnáziumnak és a Homestage Filmnek, valamint zenei videókat a Plútó és Amor Fati zenekaroknak, és oktatási videó sorozatot az Oktatási Hivatalnak. Jelenleg szabadúszó filmkészítőként dolgozik, és a Magyar Művészeti Akadémia ösztöndíjasa.

## Filmográfia
- Tinder meccs (It’s a Match!, 2018) – rövidfilm; rendező és forgatókönyvíró: Schnabel Annabella
- Beutaló nélkül sehova (Referral, 2019) – rövidfilm; rendező és forgatókönyvíró: Schnabel Annabella
- Anyám macskája (Mom’s Cat, 2021) – rövidfilm; rendező és forgatókönyvíró: Schnabel Annabella
- ID3A: Okosoltár (2021) – multimédiás installáció, Goethe Intézet MI2040
- Egy kisember triptichonja (The Triptych of the Keeper, 2022) – rövidfilm; rendező és forgatókönyvíró: Schnabel Annabella
- EGO (2022, animációs rövidfilm) – rövidfilm, rendező: Schnabel Annabella, Nagy Zoé, Szegedi Adél
- A gyász sárga is lehet (készítés alatt) – animációs rövidfilm: rendező, animáció és forgatókönyvíró: Schnabel Annabella

## Díjak és fesztiválszereplések

### 2024
- Megnyeri a Magyar Művészeti Akadémia három éves Ösztöndíjprogramját
- Elődöntős a Magyar Nemzeti Filmintézet 9.0 Inkubátor Programjában Ennyit jelent, ha az ember felnőtt? című filmtervével
- Versenyprogramban  Egy kisember triptichonja – 20. BUSHO International Short Film Festival
- Versenyprogramban Egy kisember triptichonja – Tiny Film Fest California
- Versenyprogramban Egy kisember triptichonja – 23th Melbourne Underground Film Festival
- Versenyprogramban Egy kisember triptichonja – 8. BizarroLand Film Festival Zsűritag a 20. Pannonfíling Film Fesztiválon

### 2023
- 1. Helyezett Díja  Anyám macskája – 19 . Pannonfíling Film Fesztivál
- Elődöntős a Magyar Nemzeti Filmintézet 8.0 Inkubátor Programjában Paszulykám című filmtervével
- A Magyar Játékfilmrendezők  Díja   az   Ennyit jelent, ha az ember felnőtt? c . filmtervének  – XI. Friss Hús  Nemzetközi Rövidfilmfesztivál Pitchfórum
- Versenyprogramban EGO – 68.Országos Függetlenfilm Fesztivál
- Versenyprogramban Egy kisember triptichonja – 15th Seoul International Extreme-ShortImage&Film Festival
- Versenyprogramon kívüli válogatás EGO – 16 . KAFF Diákfilm Program
- Versenyprogramban Egy kisember triptichonja – 30th Chicago Underground Film Festival
- Ennyit jelent, ha az ember felnőtt? –FILMINN Workshop filmtervfejlesztés – 6th  ELBEDOCK  International Film Festival

### 2022
- A Fesztivál Fődíja Anyám macskája – 29th Chicago Underground Film Festival
- Legjobb Rövidfilm Díja  Anyám macskája – VIII. Nefiltravane Kino Film Festival
- Legjobb  Fiatal  Rendező Díja Anyám macskája – 13.Short to the Point IFF – Április
- Megnyeri a Filmjus Alapítvány forgatókönyvírói pályázatát A gyász sárga is lehet c. animációs rövidfilm forgatókönyvvel
- Versenyprogramban Egy kisember triptichonja – Academy Awards and BAFTA Qualifying 30th Raindance Film Festival
- Versenyprogramban  Anyám macskája –   Academy Awards and BAFTA Qualifying 40th Flicker’s’ Rhode Island International Film Festival
- Versenyprogramban Anyám macskája – Academy Awards and BAFTA Qualifying 70th Melbourne International Film Festival
- Versenyprogramban  Egy kisember triptichonja – 73rd Montecatini International Short Film Festival
- Versenyprogramban Anyám macskája – 22nd Melbourne Underground Film Festival
- Versenyprogramban Anyám macskája – BizarroLand Film Festival
- Versenyprogramban  Anyám macskája – 30th Mediawave Festival’s Midnight Surreal
- Versenyprogramban  Anyám macskája – Minikino Filmweek8, Bali

### 2021
- Különdíj Pulykatojás c. filmsorozat tervért—Cinemira Nemzetközi Gyerekfilm Fesztivál
- Megnyeri a Goethe Intézet MI2024 kiállítási pályázatát, melyen egy multimédiás installációt készít
- Versenyprogramban  Anyám macskája   – A-listed Academy Awards-Qualifying 43rd Moscow IFF Short Films Competition
- Versenyprogramban  Anyám macskája – Academy Awards-Qualifying 52nd Nashville Film Festival NextGen Competition
- Versenyprogramban  Anyám macskája – 17. Miskolc CineFest Cine New Wave Competition
- Versenyprogramban Anyám macskája – 66 . Országos Függetlenfilm Fesztivál
- Versenyprogramban Anyám macskája – Magyar Mozgókép Fesztivál
- Versenyprogramban  Beutaló nélkül sehova – Minikino FilmWeek 7,Bali International Short Film Festival
- Zsűritag a 17. Pannonfíling Film Fesztiválon

### 2020
- Közönségdíj  Beutaló nélkül sehova –   Academy Awards-Qualifying 51st Nashville Film Festival’s NextGenprogram
- Különdíj  Beutaló nélkül sehova – 65. Országos Függetlenfilm Fesztivál
- 1. Helyezett Díja Beutaló nélkül sehova –16. Pannonfíling Film Fesztivál
- 3. Helyezett Díja Tinder meccs – 16. Pannonfíling Film Fesztivál
- A Fesztivál Fődíja Beutaló nélkül sehova – Big Shoulders International Student Film Festival
- Legjobb Rövidfilm Díja  Beutaló nélkül sehova—Big Shoulders International Student  Film Festival
- Versenyprogramban Beutaló nélkül sehova – 27th Chicago Underground Film Festival
- Versenyprogramban Beutaló nélkül sehova – Short to the Point Film Festival

### 2018–2019
- Különdíj Tinder meccs – 16th International Jameson Miskolc Cinefest KB8 ’ Program
- A  Legjobb Diákfilm Díja  Tinder meccs – Feel The Reel IFF Decemberi szelekció, 2018
- Legjobb Színésznő Díja Tinder meccs – Feel The Reel IFF Decemberi szelekció, 2018
- Versenyprogramban Tinder meccs – 26th Chicago Underground Film Festival , 2019
- Versenyprogramban Tinder meccs – V . Magyar Filmhét, 2019
- Versenyprogramban Tinder meccs – Big Shoulders International Student Film Festival, 2019
- Versenyprogramban Tinder meccs – Malter Vándorfilm – fesztivál, 2019
- Versenyprogramban Tinder meccs – NEXTfilm: nextfeszt _3 -on , 2019

### 2014
- Diákzsűri – 11. Verzió Nemzetközi Emberi Jogi Fesztivál
- A 64. Berlinale Nemzetközi Filmfesztiválon akkreditált újságíró a Prizma Magazintól

### Díjazások, fesztiválmegjelenések
- Pannonfíling Mozgóképes találkozó[2]
- Raindance Film Festival – Official Selection[3]
- 40th Flicker’s Rhode Island International Film Festival – Programme[4]
- 70th Melbourne International Film Festival – Mom’s Cat[5]
- 70th Melbourne International Film Festival – Mom’s Cat[5]
- 29th Chicago Underground Film Festival – Winning 'Grand Jury Prize' with Anyám macskája[6]
- Montecatini International Short Film Festival[7]
- Melbourne Underground Film Festival (MUFF)[8]
- BizarroLand Film Festival – Film Page[9]
- 30th Mediawave Festival – Midnight Surreal, 2022[10]
- Minikino Film Week 8 – Official Selections – ALIENATION section[11]
- Winning 'Best Fiction Film' with Anyám macskája @ VIII. Nefiltravane Kino Short Movie Club[12]
- Chicago Underground Film Festival (CUFF) – Facebook[13]
- BEST YOUNG DIRECTOR – Mom’s Cat – Short to the Point IFF – April 2022 Winners[14]
- Moscow International Film Festival – Official Program[15]
- Moscow International Film Festival – Official Program[16]
- Moscow International Film Festival – Official Program[17]
- Moscow International Film Festival – Official Program[18]
- Moscow International Film Festival – Official Program[19]
- Nashville Film Festival – 2021 Official Site – Mom’s Cat – NEXTGEN section[20]
- Nashville Film Festival – 2021 Official Site – Mom’s Cat – NEXTGEN section[21]
- Nashville Film Festival – 2021 Official Site – Mom’s Cat – NEXTGEN section[22]
- Nashville Film Festival – 2021 Official Site – Mom’s Cat – NEXTGEN section[23]
- Nashville Film Festival – 2021 Official Site – Mom’s Cat – NEXTGEN section[24]
- Nashville Film Festival – 2021 Official Site – Mom’s Cat – NEXTGEN section[25]
- CineFest Miskolc – Anyám macskája[26]
- KB8-szekció díja[27]
- KB8-szekció díja[28]
- Országos Függetlenfilm Fesztivál – Eredmények[29]
- Magyar Mozgókép Fesztivál – Anyám macskája[30]
- Magyar Mozgókép Fesztivál – Anyám macskája[31]
- Minikino Film Week 7 – Bali (2021) – VIEWPOINT selection with Referral / Beutaló nélkül sehova[32]
- Cinemira Gyerekfilmfesztivál – Pitch Fórum Eredmények[33]
- 2020 – Audience Award (NextGen) – Referral – Nashville Film Festival[34]
- 65. Országos Függetlenfilm Fesztivál – Eredmény[35]
- Pannonfíling Filmfesztivál – díj I. Helyezett Beutaló nélkül sehova, III. Helyezett Tinder meccs[36]
- Pannonfíling Filmfesztivál – díj I. Helyezett Beutaló nélkül sehova, III. Helyezett Tinder meccs[37]
- Pannonfíling Filmfesztivál – díj I. Helyezett Beutaló nélkül sehova, III. Helyezett Tinder meccs[38]
- Big Shoulders International Student Film Festival – Facebook[39]
- Big Shoulders International Student Film Festival – Facebook[40]
- Chicago Underground Film Festival – Shorts Program[41]
- STTP International Film Festival – August 2020 Nominees – REFERRAL[42]
- NEXT FESZT: Tinder meccs[43]
- Tinder meccs az V. Magyar Filmhéten, 2019[44]
- Winning Best Student Short with Tinder meccs @ STTP International Film Festival October selection, 2018[45]
- GOETHE INSTITUE  MI2040 – ID3A – Multimedia installation[46]
- TINDER MECCS A MALTER FILMFESZTIVÁLON 2019-ben:[47]
- Winning Best Student Film and Best Actress with Tinder meccs @Feel The Reel IFF December selection, 2018[48]
- Különdíj a Tinder meccsnek @ A KB8 FILM PRODUCTION[49]
- A 16th International Jameson Cinefest in KB8’s section[50]
- A 64. Berlinale Nemzetközi Filmfesztiválon akkreditált újságíró a Prizma Magazintól[51]
- A 64. Berlinale Nemzetközi Filmfesztiválon akkreditált újságíró a Prizma Magazintól[52]

## Sajtó megjelenések / Források
- https://magyar.film.hu/filmhu/magazin/feltorekvo-filmesek-nyertek-mma-osztondijat
- https://magyar.film.hu/filmhu/magazin/inkubator-90-schnabel-annabella-ennyit-jelent-ha-az-ember-felnott.html
- https://magyar.film.hu/filmhu/magazin/inkubator-80-schnabel-annabella-paszulykam.html
- https://kortarsonline.hu/aktual/schnabel-annabella.html
- https://magyar.film.hu/filmhu/hir/oscar-kvalifikalo-filmfesztivalon-versenyez-schnabel-annabella-macskaembere.html
- https://www.instagram.com/p/Cj2mTuLsABC/
- https://magyar.film.hu/filmhu/hir/schnabel-annabella-filmje-ausztralia-nagy-multu-fesztivaljan-versenyez.html
- https://rtl.hu/kultura/2024/05/14/korhaz-forgatas-fogamzasgatlas-film-csel-rendszer-egeszsegugy-tabletta-gyogyszer-tinedzser-trauma
- https://magyar.film.hu/filmhu/magazin/remalomba-keveredik-az-aki-fogamzasgatlot-akar-feliratni-schnabel-annabella-vizsgafilm
- https://wmn.hu/wmn-egszsg/62630-egy-kamasz-lany-csak-tablettat-iratna-de-az-egeszsegugyi-rendszer-maris-traumatizalja
- https://www.youtube.com/watch?v=vI96NWEfCsQ
- https://papageno.hu/intermezzo/2021/04/moszkvaban-versenyez-schnabel-annabella-filmje/
- https://magyar.film.hu/filmhu/hir/moszkvaban-versenyez-schnabel-annabella-diplomafilmje
- https://szinhaz.online/mahr-agi-es-fritz-attila-foszereplesevel-keszult-szfe-diplomafilm-versenyez-moszkvaban/
- https://www.kulter.hu/2019/05/ingyen-a-hazait/
- https://kultura.hu/schnabel-annabella-diplomafilmje-ausztral-fesztivalon-versenyez?utm_source=chatgpt.com
- https://www.cinefile.info/cine-list/2020/02/06/021320?rq=referral
- https://magyar.film.hu/filmhu/magazin/a-rendezok-is-furryk-csak-ok-filmekbe-oltoznek-interju.html
- https://wmn.hu/kult/58025-szerettunk-volna-filmet-csinalni-es-megtalaljuk-a-modjat---ilyen-ma-fiatal-filmesnek-lenni-magyarorszagon
- https://baroquelifestyle.com/2020/12/19/experience-art-around-the-world-in-baroque-lifestyles-digital-artist-exhibit/
- https://www.cinemira.hu/2021/10/08/teen-pitch-nap-nyertesek/
- https://magyar.film.hu/filmhu/hir/huszonkilenc-filmterv-fejleszteset-tamogatja-a-filmjus
- http://prizmafolyoirat.com/2014/01/27/itt-a-rendezo-is-pakolt-magyar-diplomafilm-a-2014-es-berlinalen/
- http://prizmafolyoirat.com/2014/03/12/inkabb-komponalasnak-ereztem-mint-rendezesnek-interju-bucsi-rekaval/
- https://shorttothepoint.com/interview-with-director-annabella-schnabel/#:~:text=Annabella%20Schnabel%20is%20an%20award,submission%20by%20its%20festival%20circuit
- https://magyar.film.hu/filmhu/hir/ok-nyertek-a-xi-friss-hus-dijait
- https://www.goethe.de/ins/hu/hu/kul/sup/m24.html
- https://www.imdb.com/name/nm7125138/
- https://www.wikidata.org/wiki/Q134607183